# Ameivula ocellifera
Ameivula ocellifera — вид ящірок родини теїдових (Teiidae). Мешкає в Південній Америці. Описаний у 2012 році.

## Поширення і екологія
Ameivula ocellifera поширені в Бразилії, на півдні Болівії, в Парагваї та на півночі Аргентини. Вони живуть в саванах Гран-Чако, Серрадо і Каатинга та в Пантаналі. Живляться безхребетними, відкладають яйця.